# جیسادانیال
جیسادانیال، روستایی است از توابع بخش عباس‌آباد شهرستان تنکابن در استان مازندران ایران.

## جمعیت
این روستا در دهستان کلارآباد قرار دارد و براساس سرشماری مرکز آمار ایران در سال ۱۳۸۵، جمعیت آن ۱۷۲ نفر (۵۰خانوار) بوده‌است. مردم جیسادانیال از قومیت طبری هستند مردم جیسادانیال به زبان طبری (مازندرانی) سخن می‌گویند.